# Wapenstilstand van 11 november 1918
De Wapenstilstand van 11 november 1918 werd ondertekend in het wapenstilstandsrijtuig in het Bos van Compiègne tussen de geallieerden en het Duitse Rijk. Op die datum kwam er, nadat kort voordien al wapenstilstanden afgesloten waren met Oostenrijk-Hongarije en Bulgarije, een definitief eind aan de gevechten in de Eerste Wereldoorlog. Al ging het strikt gesproken niet om een capitulatie, toch betekende dit door de Duitsers aangevraagde akkoord de totale nederlaag voor het Duitse Keizerrijk. Het formele einde van de oorlog volgde op 28 juni 1919 bij de ondertekening van het Verdrag van Versailles.

## Aanloop

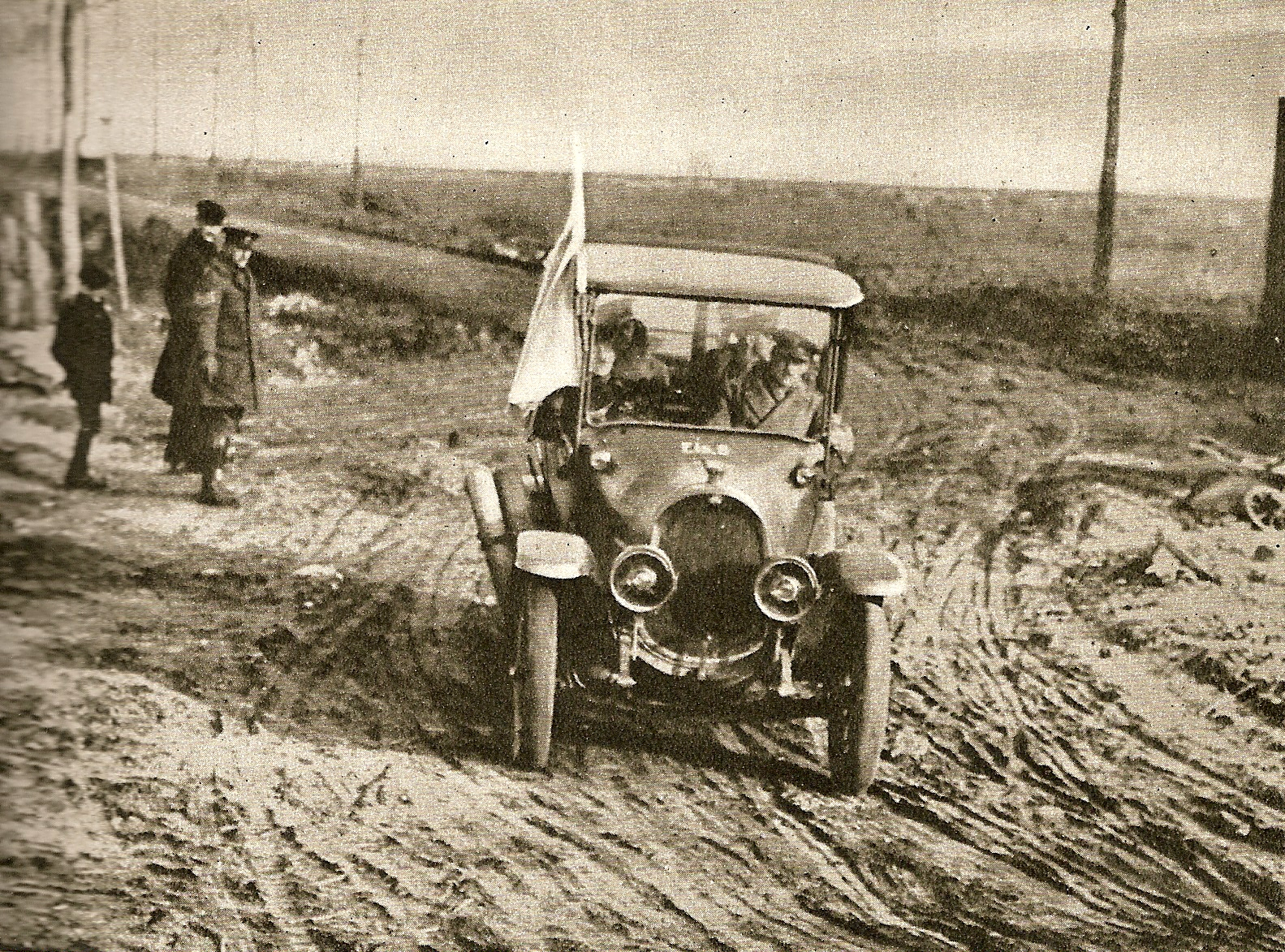
De Duitse delegatie op weg naar de onderhandelingen, 7 november 1918.

De wapenstilstand in december 1917, gevolgd door de Vrede van Brest-Litovsk in maart 1918, die tussen de centrale mogendheden en Rusland afgesloten wordt, laat het Duitse leger toe zich voortaan te concentreren op het westelijk front in België en Frankrijk. Nadat Duitsland de in het oosten vrijgekomen troepen heeft overgebracht start het een groot offensief dat in eerste instantie terreinwinst oplevert maar dan vastloopt. Onder druk van de door de geallieerden aangevoerde versterkingen en door de groter wordende materiaaltekorten als gevolg van de blokkade, beginnen de Duitse troepen zich vanaf augustus stelselmatig, maar met zware verliezen, terug te trekken over het hele Belgisch-Franse front. In september laat de Duitse generale staf keizer Wilhelm II weten dat de oorlog verloren is, maar de keizer noch de militaire leiding wensen de verantwoordelijkheid te dragen voor de nederlaag.
Vanaf september gaan de geallieerden in de aanval tegen Oostenrijk-Hongarije aan het Italiaans front en Bulgarije en het Ottomaanse Rijk in de Balkan, wat tot de capitulatie van deze Duitse bondgenoten, leidt. Hierdoor wordt Duitsland voortaan over een immens front ook bedreigd vanuit het zuiden, een op termijn onhoudbare situatie.
Op het thuisfront en bij de Duitse troepen groeit de onrust. In de loop van oktober wisselt de Duitse overheid nota's uit met de Amerikaanse president Wilson, waarin deze laatste gevraagd wordt, op basis van zijn in januari, voor het Amerikaans Congres, geformuleerde Veertien Punten, vredesbesprekingen te beginnen.
Op 28 september 1918, zijn Erich Ludendorff en Paul von Hindenburg in het Duits hoofdkwartier te Spa om de situatie op het westelijk front te bespreken. Om 18 uur beslissen ze om de wapenstilstand aan te vragen. De diplomaat Paul von Hintze verwittigt keizer Wilhelm II, die zich te Kiel bevindt.
Op 29 september 1918, gaat Paul von Hintze terug naar Spa, keizer Wilhelm II keert terug naar Berlijn waar kanselier Georg von Hertling, hem nog dezelfde dag zijn ontslag aanbiedt. 's Avonds keert Paul von Hintze terug naar Berlijn met majoor von dem Bussche, die de situatie moet verduidelijken in de Reichstag.
Op 1 oktober 1918, verstuurt Erich Ludendorff een telegram naar het keizerlijk kabinet: « Verstuur meteen een vredesverdrag. Het leger houdt op dit moment stand maar de doorbraak kan zich op elk moment voordoen »
Op 3 oktober 1918, benoemt Wilhelm II een nieuwe kanselier: Max van Baden. Maar dit volstaat niet om de controle over het land te houden. Vele matrozen en soldaten weigeren op te trekken naar het slagveld, meer bepaald in Kiel.
Op 5 november 1918, om zes uur's ochtends ontvangt korporaal Maurice Hacot, dienstdoend op het radiotelegrafiecentrum van de Eiffeltoren, een morsebericht verzonden vanuit Spa. Het gaat om de vraag tot wapenstilstand door de Duitse generale staf. Hij geeft het bericht door aan kolonel Ferrié.
Op 7 november 1918, overschrijdt Matthias Erzberger, vertegenwoordiger van de Duitse regering te Spa, samen met een andere burger en enkele militairen bij Buironfosse (Aisne) de frontlijn op de weg van Haudroy naar La Capelle. Zij worden vanaf daar begeleid naar de villa Pasques te La Capelle om er de onderhandelingen voor te bereiden. Onder leiding van commandant Busset, rijdt de Duitse delegatie doorheen de verwoeste frontzone van Noord-Frankrijk naar het station van Tergnier waar een klaarstaande trein hen opwacht en naar de tot dan toe geheimgehouden onderhandelingssite, een open plek in het Bos van Compiègne, brengt, waar ze op 8 november om 5u30 's ochtends aankomen.

## De besprekingen
De Duitse gevolmachtigden worden ontvangen door de Franse maarschalk Ferdinand Foch. Op de Duitse vraag welke zijn voorstellen zijn antwoordt hij: "Ik ben slechts gemachtigd u deze te kennen te geven indien u om een wapenstilstand vraagt. Vraagt u om een wapenstilstand?" Na overleg antwoorden de Duitsers bevestigend. Daarop ontvangen de Duitse delegatieleden een tekst en krijgen een bedenktijd van drie dagen.
Gedurende deze drie dagen krijgen de Duitsers slechts weinig gelegenheid om echt te onderhandelen. Ze dienen zich snel te schikken naar de voorwaarden uit de voorgelegde tekst. Deze was in laatste instantie opgesteld door Foch, als opperbevelhebber van de geallieerde strijdkrachten, na een maand waarin verschillende standpunten ingenomen werden door Wilson, Clemenceau, Orlando en Lloyd George.
Ondertussen evolueert de politieke situatie in Duitsland. Op 9 november raadt kanselier Max van Baden de keizer aan af te treden. Hoewel hij in eerste instantie weigert en overweegt zelf het commando over de troepen op te nemen, wordt hij door zijn generaals gedwongen troonsafstand te doen en vertrekt hij in ballingschap naar Nederland. Om een machtsovername door de spartakisten te voorkomen roepen de gematigde socialisten de republiek uit en vormen zij een regering. Deze ontwikkeling legt extra druk op de Duitse onderhandelingsdelegatie in het wapenstilstandsrijtuig te Rethondes. De volgende dag tekent de nieuwe Duitse regeringsleider Friedrich Ebert een pact met zijn legerleiding en smeekt zijn vertegenwoordiger te Rethondes om de onderhandelingen onverwijld af te sluiten.
Op 11 november, tussen 5u12 en 5u20 's ochtends, wordt de wapenstilstand ondertekend met ingang om 11 uur diezelfde ochtend en dit voor een duur van 36 dagen. Deze zal nog drie keer verlengd worden (op 12 december 1918, 16 januari 1919 en uiteindelijk op 16 februari 1919 voor onbepaalde duur).
Aan de wapenstilstand zal uiteindelijk een eind komen door de ondertekening van het Verdrag van Versailles, afgesloten op 28 juni 1919.

## Keuze van de locatie

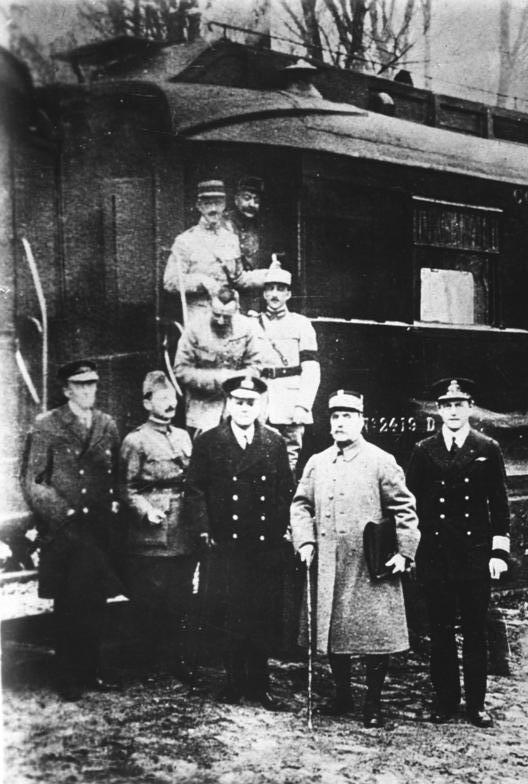
Onder anderen Ferdinand Foch en Maxime Weygand voor de wagon waarin het verdrag werd getekend.

De Generale Staf wenst een geïsoleerde plek waar twee treinen kunnen gestationeerd worden: een voor de geallieerden en een voor de Duitsers. Vlak bij het station van Rethondes wordt in het Bos van Compiègne een verlaten spooraftakking ontdekt die eerder dienst deed als opstelspoor en schietplatform voor zware artillerie. De plek is door zijn ligging perfect want voldoende afgelegen, journalisten worden bewust op afstand gehouden, en toch dicht bij de nodige spoorinfrastructuur om de locomotieven te kunnen bevoorraden met water en kolen aangezien ze permanent onder stoom gehouden dienen te worden.
Tussen de twee treinen wordt een houten wandelpad aangelegd voor de onderhandelaars. De wapenstilstand wordt ondertekend in het, door de Compagnie Internationale des Wagons-Lits aan maarschalk Foch ter beschikking gestelde, restauratierijtuig 2419 D van de Franse trein.

## Deelnemers

### Geallieerden

#### Militairen
- maarschalk Ferdinand Foch, opperbevelhebber van de geallieerden
- admiraal Rosslyn Wemyss, de Britse First Sea Lord
- rear-admiral George Hope, adjunct van de First Sea Lord
- generaal Maxime Weygand, chef van de Franse Generale Staf

#### Het secretariaat van maarschalk Foch
- Henri Deledicq
- Émile Grandchamp

### Duitsland
- De Duitse delegatie stond onder leiding van Matthias Erzberger, een politicus die, bijgestaan door militaire raadgevers, optrad als gevolmachtigde van de Duitse regering.
- graaf Alfred von Oberndorff, vertegenwoordiger van het Ministerie van Buitenlandse Zaken.
- generaal Detlof von Winterfeldt, Keizerlijk Leger
- kapitein-ter-zee Ernst Vanselow, Kaiserliche Marine

## De overeenkomst
Het verdrag bestond uit 34 artikels en 2 nota's in bijlage met details over de praktische uitvoering van een aantal der artikels.

## Andere wapenstilstanden van de Eerste Wereldoorlog
- Wapenstilstand van 15 december 1917 - tussen de Centrale mogendheden en Rusland - 15 december 1917
- Wapenstilstand van Thessaloniki tussen de geallieerden en het Koninkrijk Bulgarije - 29 september 1918
- Wapenstilstand van Mudros tussen de geallieerden en het Ottomaanse Rijk - 30 oktober 1918
- Wapenstilstand van Villa Giusti tussen Italië en Oostenrijk-Hongarije - 3 november 1918